# (233967) Vierkant
(233967) Vierkant est un astéroïde de la ceinture principale.

## Description
(233967) Vierkant est un astéroïde de la ceinture principale. Il fut découvert le 24 janvier 2010 à Sierra Stars par Rainer Kracht. Il présente une orbite caractérisée par un demi-grand axe de 2,75 UA, une excentricité de 0,02 et une inclinaison de 5,2° par rapport à l'écliptique.

## Compléments